# Verzweigung Zürich-Ost
De Verzweigung Zürich-Ost is een knooppunt in Zwitserland. Op dit knooppunt bij de stad Zürich sluit de A1L aan op de A1/A4.

## Configuratie
Het knooppunt is een half-sterknooppunt.